# Рудина (Мехединци)
Рудина (рум. Rudina) насеље је у Румунији у округу Мехединци у општини Бала. Oпштина се налази на надморској висини од 274 m.

## Становништво
Према подацима из 2002. године у насељу је живело 625 становника, од којих су сви румунске националности.